# Rośliny przyprawowe

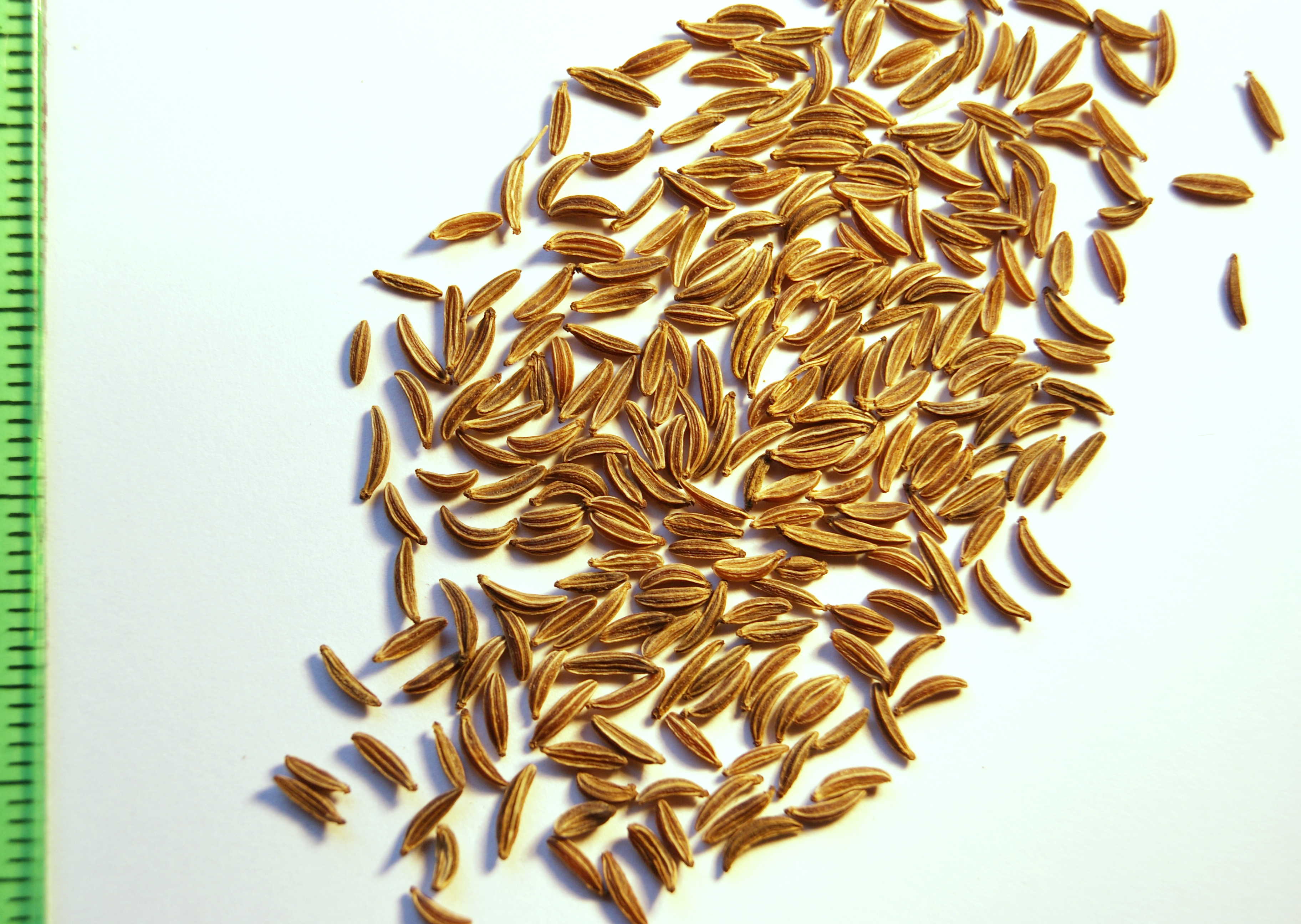
Owoce kminku zwyczajnego

Rośliny przyprawowe – rośliny i ich części (korzenie, kłącza, cebule, kora, kwiaty, owoce, nasiona) w stanie świeżym, wysuszonym lub po obróbce mechanicznej, stosowane jako przyprawy. Ze względu na specyficzny smak i aromat stosowane są jako dodatki do pożywienia w celu poprawienia smaku, nierzadko przypisuje się im równocześnie działanie lecznicze. 
Ważniejsze rośliny przyprawowe
- Owoce baldaszkowatych:

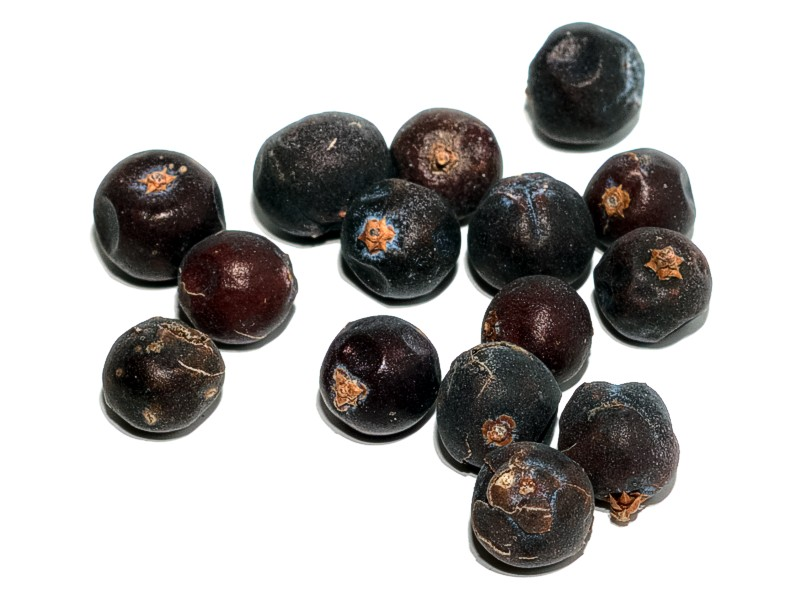
Szyszkojagody jałowca

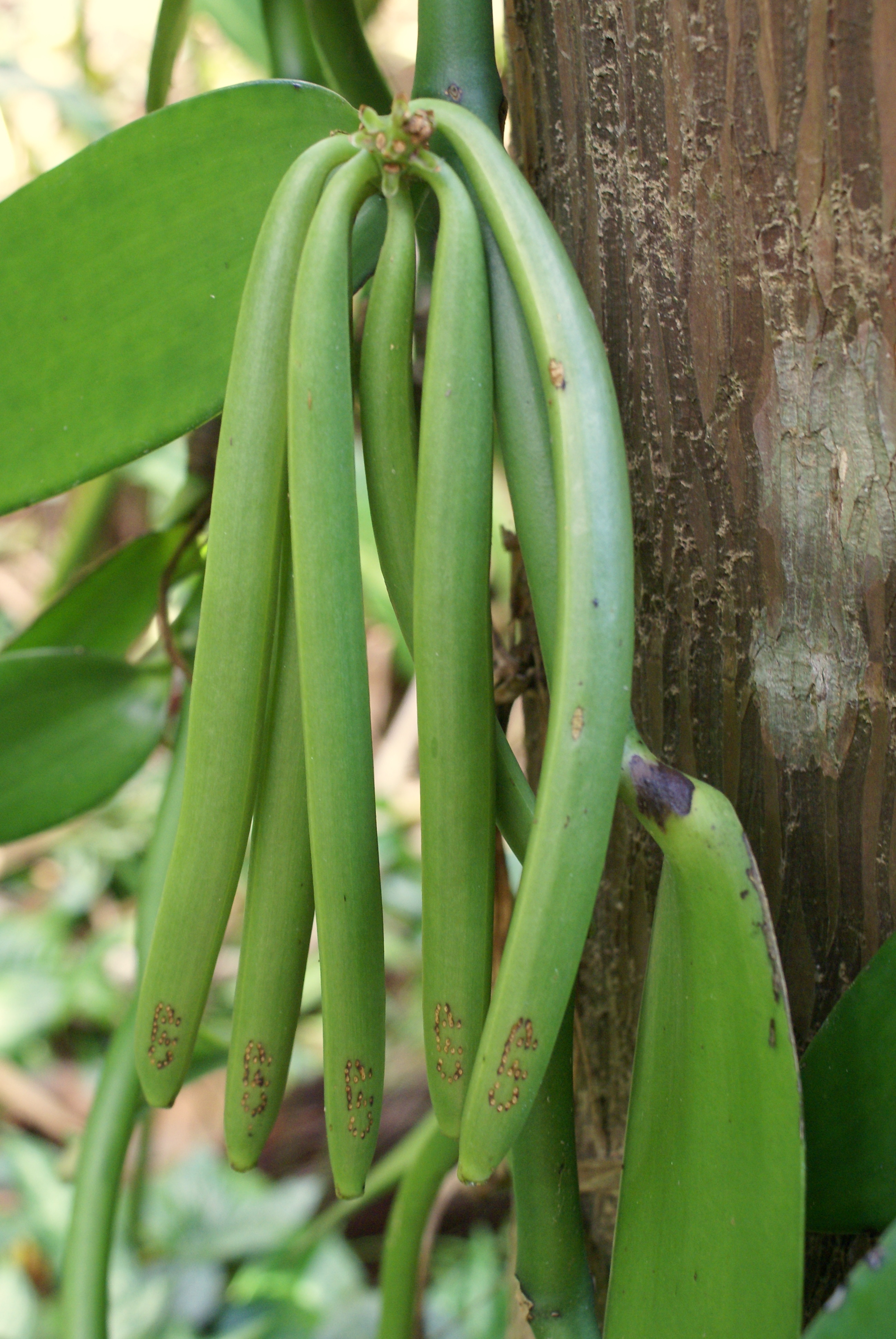
Owoce (laski) wanilii

  - biedrzeniec anyż (Pimpinella anisum) – anyż,
  - kminek zwyczajny (Carum carvi) – kminek,
  - kolendra siewna (Coriandrum sativum) – kolendra,
  - fenkuł włoski (Foeniculum vulgare) – koper włoski,
  - koper ogrodowy (Anethum graveolens)
  - kmin rzymski (Cuminum cyminum) – kmin, kminek rzymski,
  - chropawiec wonny (Trachyspermum ammi) – adżwan, ajowan,
  - selery zwyczajne (Apium graveolens) – owoce selerów.

- Owoce inne:
  - badian właściwy (Illicium verum) – anyż gwiaździsty,
  - berberys pospolity (Berberis vulgaris),
  - borówka brusznica (Vaccinium vitis-idaea),
  - chmiel zwyczajny (Humulus lupulus),
  - cytrus (Citrus sp.) – naowocnia (egzokarp) zwłaszcza cytryny (C. limon) i pomarańczy (C. sinensis) – skórka cytrynowa i pomarańczowa,
  - dereń jadalny (Cornus mas),
  - granatowiec właściwy (Punica granatum) – granat,
  - jałowiec pospolity (Juniperus communis) – szyszkojagody, tzw. jagody jałowca,
  - jarząb pospolity (Sorbus aucuparia) – jarzębina,
  - korzennik lekarski (Pimenta dioica) – ziele angielskie,
  - melonowiec właściwy (Carica papaya) – papaja,
  - oliwka europejska (Olea europaea),
  - papryka (Capsicum sp.) – m.in. pieprz cayenne,
  - pieprz czarny (Piper nigrum),
  - pieprz długi (Piper longum),
  - pieprz kubeba (Piper cubeba),
  - pomidor zwyczajny (Lycopersicon esculentum) – keczup,
  - rokitnik zwyczajny (Hippophaë rhamnoides),
  - róża dzika (Rosa canina),
  - sumak garbarski (Rhus coriaria),
  - wanilia płaskolistna (Vanilla planifolia) – wanilia, laski wanilii,
  - wawrzyn szlachetny (Laurus nobilis) – owoce wawrzynu,
  - winorośl właściwa (Vitis vinifera) – wino, rodzynki.

- Nasiona:

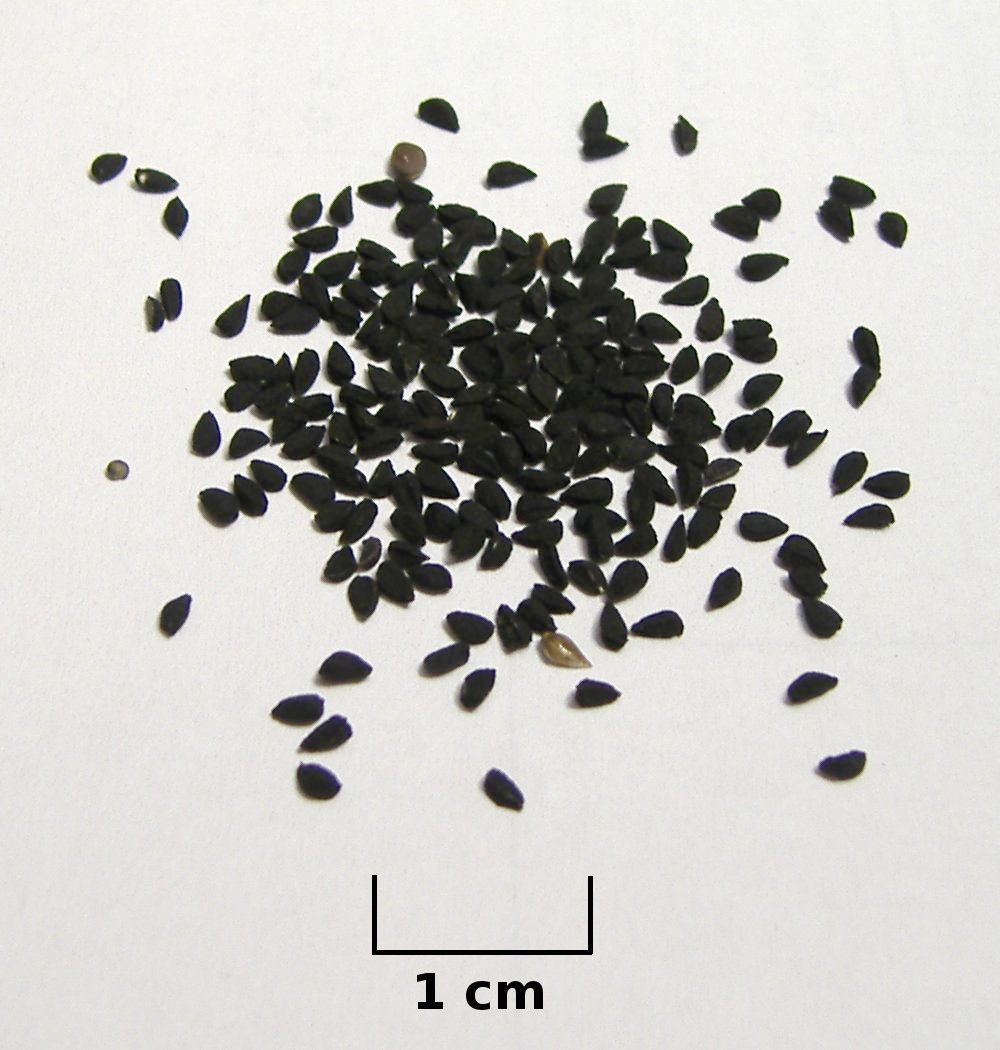
Nasiona czarnuszki siewnej

  - czarnuszka siewna (Nigella sativa) – czarnuszka, czarny kminek,
  - gorczyca biała (Sinapis alba),
  - gorczyca biała gardalska (Sinapis alba subsp. dissecta) – gorczyca gardalska,
  - kapusta czarna (Brassica nigra) – gorczyca czarna,
  - kapusta sitowata (Brassica juncea) – gorczyca sarepska, gorczyca brunatna, gorczyca chińska,
  - kardamon malabarski (Elettaria cardamomum) – kardamon zielony,
  - kakaowiec właściwy (Theobroma cacao) – kakao,
  - kawa arabska (Coffea arabica),
  - kola zaostrzona (Cola acuminata),
  - kozieradka pospolita (Trigonella foenum-graecum) – kozieradka,
  - mak lekarski (Papaver somniferum),
  - migdałowiec pospolity (Amygdalus communis) – migdały, marcepan
  - muszkatołowiec korzenny (Myristica fragrans) – kwiat muszkatołowy (macis, osnówka nasion)[5][6], gałka muszkatołowa,
  - rokietta siewna (Eruca vesicaria subsp. sativa) – rukola, gorczyca perska,
  - sezam indyjski (Sesamum indicum) – sezam,
  - soja warzywna (Glycine max) – sos sojowy.

- Kwiaty:
  - bez czarny (Sambucus nigra),

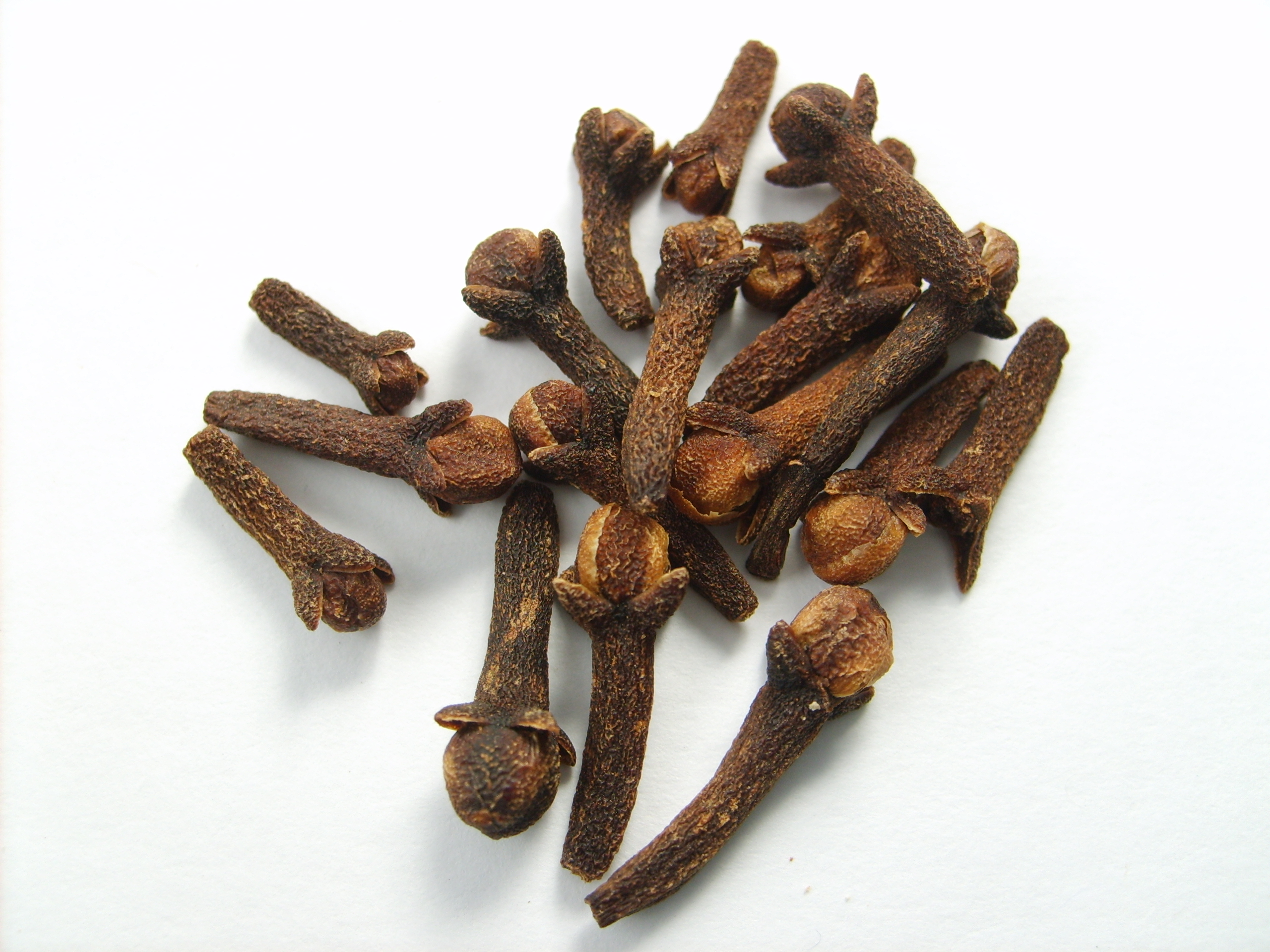
Wysuszone pąki kwiatowe (goździki) czapetki pachnącej

  - czapetka pachnąca, goździkowiec korzenny (Syzygium aromaticum) – goździki,
  - kapary cierniste, kapar ciernisty (Capparis spinosa) – kapary,
  - ketmia szczawiowa (Hibiscus sabdariffa),
  - szafran uprawny (Crocus sativus) – szafran.

- Kłącza i korzenie:

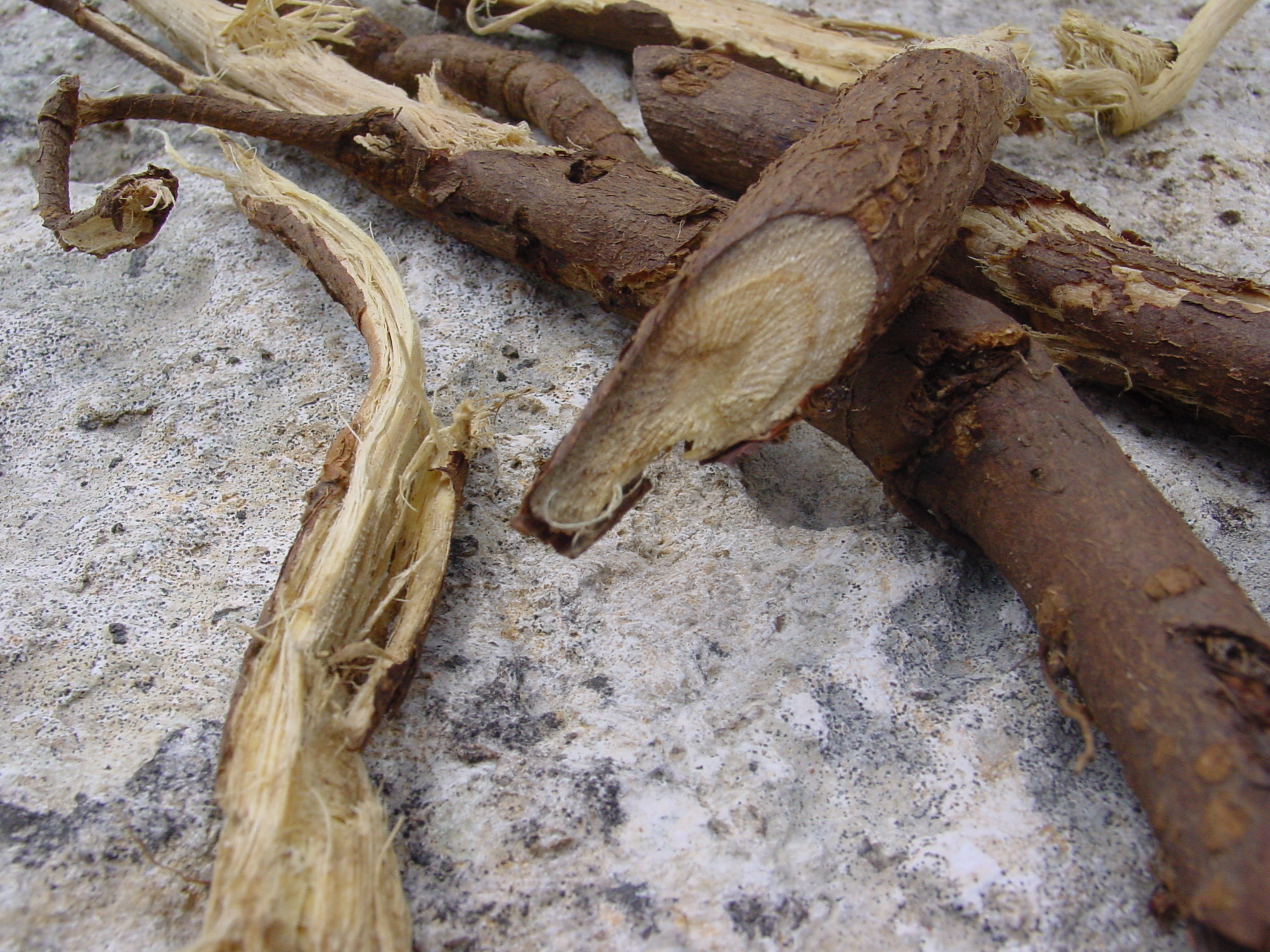
Kłącza lukrecji gładkiej

  - alpinia lekarska (Alpinia officinarum) – kałgan,
  - chrzan pospolity (Armoracia rusticana),
  - cykoria podróżnik (Cichorium intybus),
  - dzięgiel litwor, arcydzięgiel litwor (Angelica archangelica),
  - imbir lekarski (Zingiber officinale) – imbir,
  - Kaempferia galanga – kentior,
  - lukrecja gładka (Glycyrrhiza glabra) – lukrecja,
  - ostryż długi (Curcuma longa) – kurkuma, szafran indyjski,
  - pasternak zwyczajny (Pastinaca sativa) – pasternak,
  - rzodkiewka (Raphanus sativus var. sativus),
  - tatarak zwyczajny (Acorus calamus) – tatarak,
  - zapaliczka cuchnąca (Ferula assa-foetida) – asafetyda.

- Cebule:
  - cebula zwyczajna (Allium cepa) – cebula,
  - czosnek askaloński (Allium ascalonicum) – szalotka,
  - czosnek dęty (Allium fistulosum) – siedmiolatka,
  - czosnek szczypiorek (Allium schoenoprasum) – szczypiorek,
  - czosnek pospolity (Allium sativum) – czosnek,
  - por (Allium ampeloprasum).

- Kora:

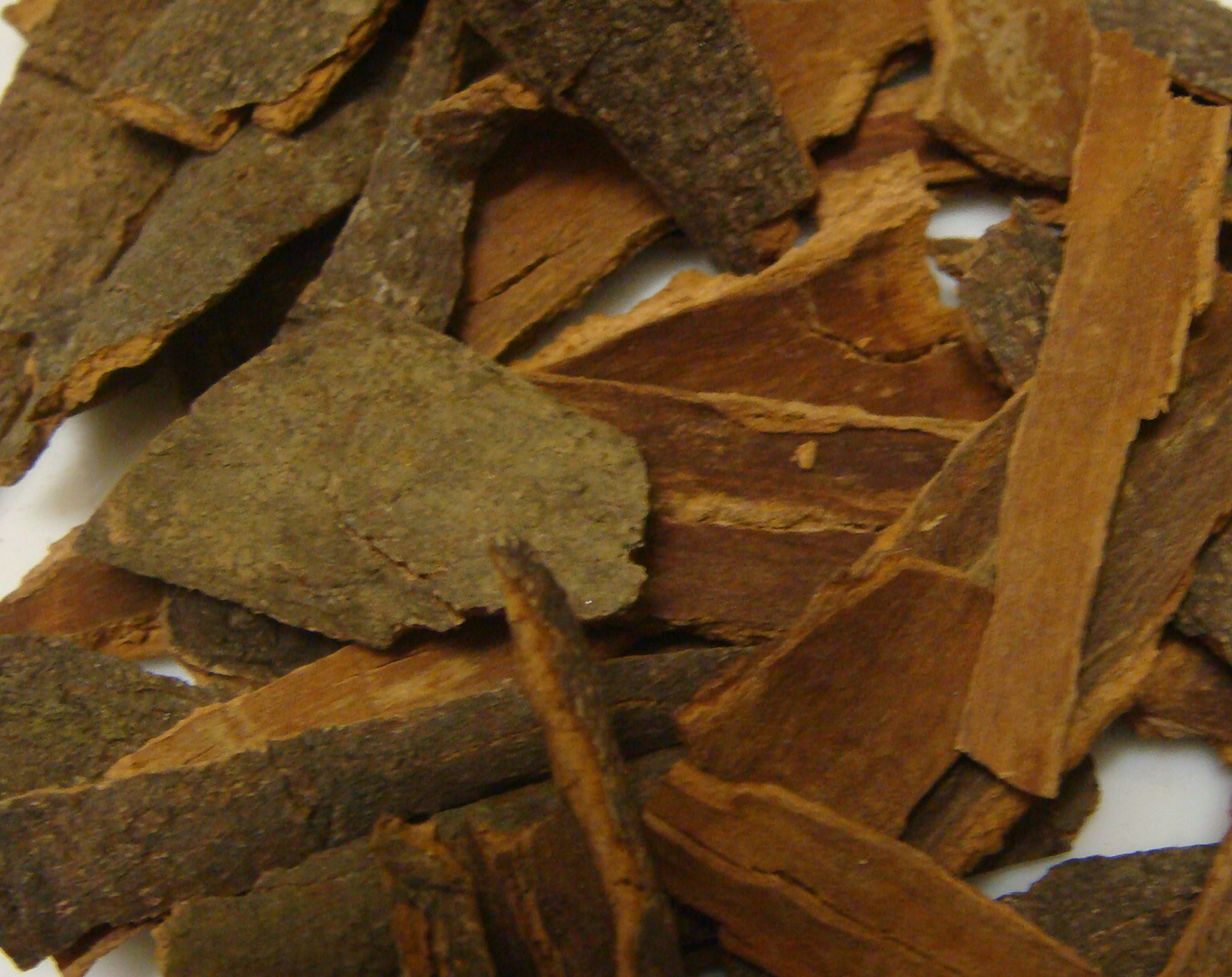
Kora cynamonowca cejlońskiego

  - cynamonowiec cejloński (Cinnamomum verum) – cynamon cejloński, cynamon seszelski,
  - cynamonowiec wonny, kasja (Cinnamomum cassia) – cynamon chiński,
  - cynamonowiec Burmana (Cinnamomun burmanii) – cynamon Padang, cynamon jawajski,
  - Cinnamomum loureiroi – cynamon sajgoński.

- Liście i zioła:

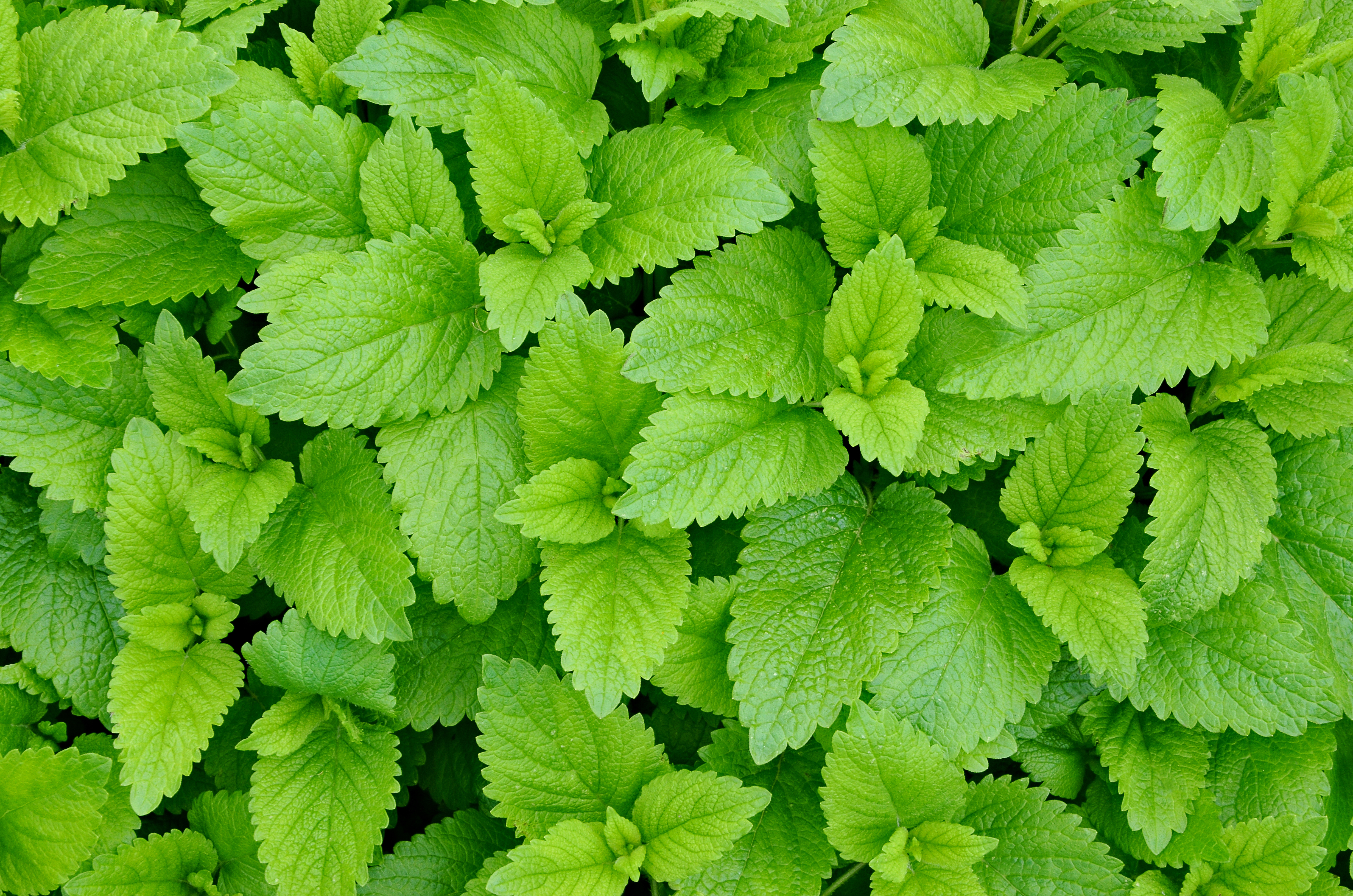
Melisa lekarska

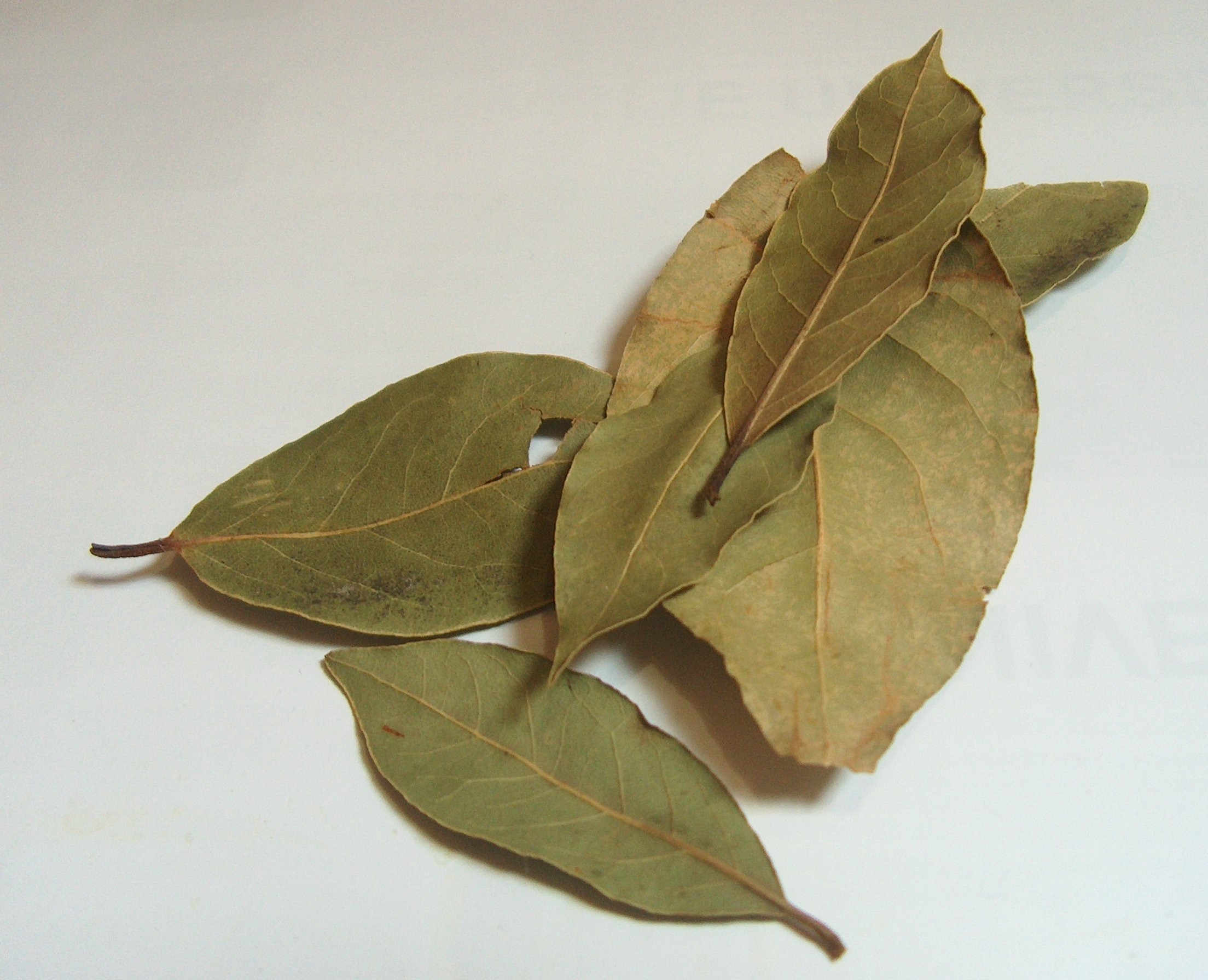
Listki laurowe

  - bazylia pospolita (Ocimium basilicum) – bazylia,
  - Bergera koenigii – liście curry,
  - biedrzeniec mniejszy (Pimpinella saxifraga),
  - bluszczyk kurdybanek (Glechoma hederacea),
  - bylica draganek (Artemisia dracunculus) – estragon,
  - bylica piołun (Artemisia absynthium) – piołun,
  - bylica boże drzewko (Artemisia abrotanum),
  - bylica pospolita (Artemisia vulgaria),
  - cząber ogrodowy (Satureia hortensis) – cząber,
  - cząber górski (Satureja montana) – cząber włoski, cząber zimowy, czubrica,
  - hyzop lekarski (Hyssopus officinalis) – hyzop,
  - koper ogrodowy (Anethum graveolens) – koper, koperek,
  - krwiściąg mniejszy (Sanguisorba minor),
  - lawenda wąskolistna (Lavandula angustifolia) – lawenda,
  - lebiodka majeranek, majeranek ogrodowy (Origanum majorana) – majeranek,
  - lebiodka kreteńska (Origanum onites) – chmiel hiszpański, majeranek dziki,
  - lebiodka pospolita (Origanum vulgare) – oregano (zwłaszcza O. vulgare subsp. viridulum), majeranek dziki,
  - Lippia graveolens – oregano meksykańskie,
  - lubczyk ogrodowy (Levisticum officinale) – lubczyk, maggi,
  - macierzanka tymianek (Thymus vulgaris) – tymianek,
  - Thymus zygis – tymianek hiszpański,
  - Thymus saturejoides – tymianek saturejski,
  - Thymus mastichina – tymianek mastix,
  - marchewnik anyżowy (Myrrhis odorata),
  - melisa lekarska (Melissa officinalis),
  - mięta zielona (Mentha spicata),
  - mięta pieprzowa (Mentha piperita),
  - mirt zwyczajny (Myrtus communis),
  - ogórecznik lekarski (Borago officinalis),
  - palczatka cytrynowa (Cymbopogon citratus) – trawa cytrynowa,
  - pietruszka zwyczajna (Petroselinum crispum) – pietruszka,
  - pieprzyca siewna (Lepidium sativum) – rzeżucha,
  - pokrzywa zwyczajna (Urtica dioica),
  - portulaka pospolita (Portulaca oleracea),
  - przytulia wonna (Galium odoratum),
  - roszponka warzywna (Valerianella locusta),
  - rozmaryn lekarski (Rosmarinus officinalis) – rozmaryn,
  - rukiew wodna (Nasturtium officinale),
  - ruta zwyczajna (Ruta graveolens),
  - selery zwyczajne (Apium graveolens) – selery,
  - szałwia lekarska (Salvia officinalis),
  - szałwia muszkatołowa (Salvia sclarea),
  - szczaw zwyczajny (Rumex acetosa)
  - trybula ogrodowa (Anthriscus cerefolium) – trybula,
  - wawrzyn szlachetny (Laurus nobilis) - liście bobkowe, liście laurowe,
  - wrotycz balsamiczny (Tanacetum balsamita),
  - wrotycz pospolity (Tanacetum vulgare).